# شاين كوبر
شاين كوبر (بالإنجليزية: Shane Cooper)‏ هو لاعب دوري الرغبي نيوزيلندي، ولد في 26 مايو 1962.